# 입자물리학
입자물리학(粒子物理學, particle physics)은 보통 물질과 방사선 등 자연의 기본 입자를 연구하는 물리학의 분야 중 하나이다. 현재의 해석으로는 입자는 양자장을 가지고 있으며 역학에 따라 상호작용한다는 것이다. 비록 입자라는 단어가 많은 물체를 뜻하지만(양성자, 기체 입자, 심지어는 가정의 먼지 등), 입자물리학이라는 용어는 보통 우주의 기본 입자 물체를 연구하는 것을 의미한다. 이는 입자 관찰을 설명하고 정의하기 위해 필요하며, 다른 중요 분야와의 조합으로는 설명할 수 없는 분야이다. 기본 장과 역학의 현재 설정은 표준 모형이라는 이론으로 요약되어 있으며, 입자물리학은 크게 표준 모형을 구성하고 있는 입자 연구와 가능한 확장 연구로 나뉜다.

## 원자의 구성 입자

물리학의 표준 모형 구성 입자.

현대 입자물리학 연구는 전자, 양성자, 중성자(양성자와 중성자는 중입자로 불리며 쿼크로 이루어져 있음)같은 아원자 입자 연구와, 광자, 중성미자, 뮤온 뿐만이 아닌 넓은 범위의 이질적 입자의 방사성 감쇠와 산란 연구 등 두 가지에 초점을 맞추고 있다.
구체적으로, 입자라는 용어는 입자물리학이 양자역학의 지배를 받기 때문에 고전역학에서는 잘못된 용어이다. 따라서, 특정한 상황에서 파동이 입자같은 성질을 띌 때와 같은 파동-입자 이중성 현상을 설명할 수 없다. 보다 기술적 측면에서, 힐베르트 공간의 양자 상태벡터로 설명하며, 이 공간은 양자장론에서 처리하고 있다. 입자물리학의 규칙에 따라, "기초 입자"는 전자나 광자같은 잘 알려진 유형의 입자뿐 아니라 파동 속성을 가지고 있는 입자도 포함되어 있다.

모든 입자와, 그 입자와 상호작용하는 입자는 양자장론에 따라 기술되며 표준 모형 내에 있다. 표준 모형에는 총 61개의 기본 입자가 있다. 이 기본 입자들은 합쳐져서 상위의 입자가 될 수 있으며, 1960년대 이후에 이런 상위 입자들 수백개가 발견되었다. 표준 모형은 현재까지 거의 모든 실험에서 맞는 것으로 판단하고 있다. 그러나, 대부분의 입자들은 자연적으로는 불완전히 설명되며, 모든 것의 이론 같은 더욱 근본적인 이론 개발을 기다리고 있다. 최근 몇 년 동안, 중성미자의 질량 측정 결과 표준 모형과 실험적인 오차가 있는 것이 확인되었다.

## 역사
역사적으로 볼 때 탈레스의 질문에서 나온 생각, 즉 모든 것은 물이다라는 명제가 구체적인 형태-"모든 물질은 불로되어 있다"는 철학자 헤라클레이스토스의 주장에서 근본한 것이라 추정되기도 하여 과학보다는 철학에 가까웠던 시절이다.-의 과학의 시작이라고 볼 수도 있지만 근대적인 의미에서의 과학은 갈릴레오 갈릴레이의 이론에서부터 시작했다고 할 수 있다.
모든 물질에 대한 생각은 적어도 기원전 6세기부터 기본 입자로 구성되어 있다는 생각이 나왔다. 원자론에 대한 철학적 교리와 소립자의 본성은 레우키포스, 데모크리토스, 에피쿠로스 등 고대 그리스 철학자들이 연구하기 시작했다. 카나다, 디그나가, 다르마키르티 등의 고대 인도 철학자, 이븐 알하이삼, 이븐 시나, 가잘리 등의 무슬림 과학자들, 가상디, 보일, 뉴턴 등의 근대 초기 유럽의 과학자 들도 연구했다. 빛의 입자설은 이븐 시나, 이븐 알하이삼, 뉴턴, 가상디 등이 지지했다. 이런 초기 아이디어들은 실험이나 경험적 증거보다는 추상, 철학에 가까웠다.
19세기 돌턴은 자신의 이론인 화학양론을 이용하여 자연의 요소 각각이 고유한 한 종류의 입자로 구성되어 있다는 결론을 내렸다. 돌턴과 그의 동시대인들은 자연은 기본 입자로 구성되어 있다고 믿었고 이 이름을 그리스어로 "나눌 수 없는"을 의미하는 'atomos'를 딴 'atoms'이라는 이름을 붙였다. 그러나, 이 세기 후반에 물리학자들은 사실 원자가 가장 작은 기본 입자가 아니며 더 작은 입자가 있다는 것을 발견했다. 20세기 초 핵물리학 및 양자역학의 절정에 달할 때 1939년 마이트너가 한의 실험에 기반을 두어 핵분열을 증명하고, 같은 해 베테가 핵융합을 증명했다. 이 발견은 다른 원자로부터 한 원자를 만들어내는 산업을 활성화시켰고, 수익성은 없지만 크라에소포에아도 가능하다. 또한, 이같은 발견으로 핵무기 개발을 주도했다. 1950년대부터 60년대까지 충돌 실험으로 다양한 입자들이 발견되었다. 이것으로 인해 입자 동물원이라는 용어가 붙었다. 이 용어는 1970년대 중~후반 많은 수의 입자가 상대적으로 적은 기본 입자로 설명할 수 있는 표준 모형이 발견되면서 사용하지 않게 되었다.
|           | 종류  | 세대  | 반입자 | 색    | 전체 |
| 쿼크      | 2     | 3     | 같음   | 3     | 36   |
| 렙톤      | 2     | 3     | 같음   | 0     | 12   |
| 글루온    | 1     | 1     | 자신   | 8     | 8    |
| W 보손    | 1     | 1     | 같음   | 0     | 2    |
| Z 보손    | 1     | 1     | 자신   | 0     | 1    |
| 광자      | 1     | 1     | 자신   | 0     | 1    |
| 힉스 보손 | 1     | 1     | 자신   | 0     | 1    |
| 총 합     | 총 합 | 총 합 | 총 합  | 총 합 | 61   |

## 통일장 이론을 향하여
입자 물리학 뿐 아니라 모든 물리 법칙은 복잡한 사실을 단순한 설명으로 묶는 작업이었다. 이런 맥락에서 물리학은 통일 이론의 추구라고 할 수 있다. 뉴턴 역학은 천체 물리학과 지표면의 낙하 운동의 통일 이론이고, 맥스웰의 전자기 이론은 전기와 자기를 통합한 이론이다. 또한 표준 모형은 전자기력과 약한 상호작용을 통합한 이론이므로 전약력의 이론이라고도 한다.
현재 가장 큰 이슈가 되고 있는 통일 이론은 대 통일 이론(Grand Unified Theory:GUT)라고 불리는 것으로, 표준 모형의 모든 힘을 하나의 힘으로 통합하는 것이다. 표준모형의 기반이 리 대수의 변환성질이므로 더 큰 단순 리대수로 힘을 기술하는 작업이라 할 수 있다.
여기에 중력까지 통합하는 이론을 가칭 모든 것의 이론(Theory of Everything:TOE)라고 한다. 이에 대한 후보로 끈이론이 있다.

## 대규모 실험장치
입자물리학의 실험은 기본입자를 찾는 일이다. 기본적으로 현대의 입자 실험 물리학은 어니스트 러더퍼드의 산란 실험을 확장한 것이다. 즉 아주 속도가 높은 입자를 대상이 되는 물질과 충돌시켜서 발생하는 파편들을 분석하고 거꾸로 재구성한 뒤 대상 물질의 구조를 알아내는 것이다. 더 작은 구조를 알기 위해서는 더욱 속도가 높은 입자들이 필요하다. 이를 위해 입자 가속기를 사용하는데, 더 빠른 속도를 얻기 위해서는 더 큰 가속기가 필요하다. 현재 가장 큰 입자 실험 장치는 스위스와 프랑스의 국경에 있는 유럽 입자 물리 연구소(CERN)이다. 이 실험장치는 원형으로 생겼으며 지름이 8km에 이른다.
세계에 있는 실험기관들은 다음과 같다:
- 유럽 입자 물리 연구소(CERN), 프랑스와 스위스의 국경인 제네바에 있다. 중요한 실험은 LEP, 즉 거대 전자 양전자 충돌장치이다. 이는 2001년에 중단되었으며 LHC, 즉 거대 하드론 충돌장치로 업그레이드 되었다. 2010년 가동을 시작하였으며, 2012년 7월에 힉스 보손의 강한 증거를 발견하였다. 소설 천사와 악마의 무대가 되기도 했다.
- 독일 전자 싱크로트론(DESY), 독일의 함부르크에 있다. 중요한 실험은 HERA(하드론 전자 링 장치)이며, 이는 전자와 양성자를 충돌시키는 장치이다.
- 스탠퍼드 선형 가속기 센터(SLAC)는 미국의 멘로 파크에 있다. 주요 기구는 PEP-II이며 전자와 양전자 충돌 실험을 주로 한다.
- 페르미랩(Fermilab)는 미국의 시카고 인근 바타비아에 있다. 현재 주요 기구는 테바트론(Tevatron))이고 양성자와 반양성자를 충돌시킨다. 이휘소 박사가 이론 그룹의 리더를 맡았던 곳이고, 김영기 박사가 CDF 실험 그룹의 공동 대표로 재직했으며, 현재 연구소 부소장을 맡고 있다.
- 브룩헤이븐 국립 연구소는 미국 롱 아일랜드에 있다. 주요 기구는 (최초의) 상대론적 무거운 이온 충돌기이고, 금과 같은 무거운 이온을 충돌시킨다.
- 아곤 국립 연구소는 미국 최초의 국립연구소로 1946년 설립. 미 중부 일리노이의 아곤에 소재. 시카고대학의 금속공학과가 전신이며 현재 고에너지물리학 분야에서는 MINOS, CDF, ATLAS, ZEUS 등 다양한 실험에 참여하고 있다.
- 부즈커 핵물리 연구소이고 러시아의 노보시비르스크에 있다.
- 일본 고에너지 연구소(KEK) 일본의 쯔쿠바에 있다. 현재는 중성미자 진동 실험인 K2K와 B 중간자의 CP 비대칭성을 재는 Belle 실험이 진행되었고, 이 실험의 성능을 향상시키는 작업이 진행 중이다.
- 일본 양성자 가속기 연구소(J-PARC) 일본의 토가이무라에 있다. 일본 고에너지 연구소 (KEK)와 일본 원자력 기구(JAERI)가 공동을 출자하여 만들어진 연구소이다. 50 GeV 양성자 충돌 가속기를 보유하고 있다. 이 가속기를 이용하여 중성미자 진동 실험인 T2K를 진행 중이며, 기타 핵물리 및 입자물리학 실험이 진행 중이다. 2011년 동일본 대지진으로 시설의 피해를 겪기도 했다.
- 중국 고에너지물리 아카데미(IHEP) 중국의 북경에 있다. 현재 charm 중간자 실험인 BES3 실험이 진행 중이며, 이를 수행하는 전자 양전자 충돌장치인 BEPC가 있다.

## 같이 보기
- 원자물리학
- 고압
- 고에너지 물리학 국제회의
- 양자역학 소개
- 입자물리학의 입자가속기 목록
- 입자의 목록
- 자기 홀극
- 마이크로 블랙홀
- 공명 (입자물리학)
- 고에너지 물리학의 일관성 원칙
- 열역학 이론의 국소적 일관성
- 표준모형
- 스탠타드 물리학 정보 검색 시스템 (SPIRES)
- 입자물리학 연대기
- 비입자물리학

- 입자물리학과 표현론의 관계

## 추가 자료
개괄적 저서
- Frank Close (2004) Particle Physics: A Very Short Introduction. Oxford University Press. ISBN 0-19-280434-0.
- Close, Frank; Marten, Michael; Sutton, Christine (2004). 《The particle odyssey: a journey to the heart of the matter》. Oxford University Press. ISBN 9780198609438.
- Ford, Kenneth W. (2005) The Quantum World. Harvard Univ. Press.
- Oerter, Robert (2006) The Theory of Almost Everything: The Standard Model, the Unsung Triumph of Modern Physics. Plume.
- Schumm, Bruce A. (2004) Deep Down Things: The Breathtaking Beauty of Particle Physics. Johns Hopkins Univ. Press. ISBN 0-8018-7971-X.
- Riazuddin, PhD. “An Overview of Particle Physics and Cosmology”. 《NCP Journal of Physics》 (Dr. Professor Riazuddin, High Energy Theory Group, and senior scientist at the National Center for Nuclear Physics) 1 (1): 50.[깨진 링크(과거 내용 찾기)]
- Frank Close (2006) The New Cosmic Onion. Taylor & Francis. ISBN 1-58488-798-2.
- 스티븐 와인버그, 아원자 입자를 찾아서, 민음사.

전문적 저서
- Robinson, Matthew B., Gerald Cleaver, and J. R. Dittmann (2008) "A Simple Introduction to Particle Physics" - Part 1, 135pp. and Part 2, nnnpp. Baylor University Dept. of Physics.
- Griffiths, David J. (1987). 《Introduction to Elementary Particles》. Wiley, John & Sons, Inc. ISBN 0-471-60386-4.
- Kane, Gordon L. (1987). 《Modern Elementary Particle Physics》. Perseus Books. ISBN 0-201-11749-5.
- Perkins, Donald H. (1999). 《Introduction to High Energy Physics》. Cambridge University Press. ISBN 0-521-62196-8.
- Povh, Bogdan (1995). 《Particles and Nuclei: An Introduction to the Physical Concepts》. Springer-Verlag. ISBN 0-387-59439-6.
- Boyarkin, Oleg (2011). 《Advanced Particle Physics Two-Volume Set》. CRC Press. ISBN 978-1-4398-0412-4.